# شهرستان جونگ‌سون
شهرستان جونگ‌سون (به کره‌ای: 정선군) یک شهرستان در شمال‌شرق کره جنوبی (شرق شبه‌جزیره کره) است که در تابعیت استان گانگوون قرار دارد.
شهرستان جونگ‌سون ۱٬۲۱۹٫۵۸ کیلومتر مربع مساحت و ۳۳٬۳۸۱ نفر جمعیت دارد.

## تاریخ
این شهرستان، به این شکل امروزی، در سال ۱۸۹۶ میلادی، پیش از استعمار ژاپن بر کره تاسیس شد.
در اکتبر سال ۱۹۰۶، دو قصبهٔ  «ایم‌گیه» [임계면] و «دوئام» [도암면] از شهرستان گانگ‌نونگ، و قصبهٔ «شین‌دونگ» [신동면] از شهرستان پیونگ‌چانگ ضمیمهٔ‌ این شهرستان شد.
در ژوئیه سال ۱۹۲۴، قصبهٔ «سو (غربی)» [서면] در قصبهٔ «جونگ‌سون» [정선면] ادغام شد.
در آوریل سال ۱۹۳۱، قصبهٔ «دوئام» (که بعدتر به «قصبه ده‌گوالّیونگ» تغییر نام داده) به شهرستان پیونگ‌چانگ ضمیمه شد.
پس از استقلال کره از ژاپن در سال ۱۹۴۵ میلادی، این کشور به دو نیمه تقسیم شد. مرز بین دو کره در آن زمان، مدار ۳۸ درجه شمالی در نظر گرفته شده بود. این مدار از میان استان (تاریخی) گانگوون و از جنوب شهرستان یانگ‌گو عبور می‌کند. در نتیجه استان گانگوون به نیمهٔ شمالی و نیمهٔ جنوبی تقسیم شد. تمامی اراضی این شهرستان در جنوب این مدار قرار گرفت، و در تابعیت کره جنوبی. در نتیجه تغییر خاصی در مرزها و وضعیت این شهرستان به دلیل تقسیم کشور اتفاق نیفتاد.
در‌ ژوئیه سال ۱۹۷۳ میلادی، قصبهٔ جونگ‌سون به شهرک ارتقأ یافت.
در همان تاریخ، با جدائی از «قصبهٔ دونگ (شرقی)»، «شهرک سابوک» تاسیس شد.
در همان تاریخ، دو روستای «دوجون» و «گاموک»، با جدائی از «قصبهٔ هاجانگ» [하장면] در شهرستان سامچوک، به قصبهٔ «ایم‌گیه» پیوستند.
در همان تاریخ، دو روستای‌ «گوجول» و «نام‌گوک» از «قصبهٔ وانگسان» [왕산면] در شهرستان میونگجو [명주군] جدا شده و به «قصبهٔ بوک (شمالی)» [북면] پیوستند.
در دسامبر سال ۱۹۸۰، «قصبهٔ شین‌دونگ» به شهرک ارتقاء یافت.
در اکتبر ۱۹۸۵ میلادی، با جدایی از «شهرک سابوک»، «شهرک گوهان» تأسیس شد.
در آوریل سال ۱۹۸۶، با جدائی از «قصبهٔ بوک (شمالی)» [북면]، «قصبهٔ بوک‌پیونگ» تأسیس شد.
در ژانویه سال ۱۹۸۹، روستای «بونگ‌جونگ» از «قصبهٔ ایم‌گیه» جدا شده و ضمیمهٔ  «قصبهٔ بوک (شمالی)» شد.
در ماه مه سال ۲۰۰۹، «قصبهٔ دونگ (غربی)» به «هوائام» تغییر نام یافت، و «قصبهٔ بوک (شمالی)» به «یوریانگ».

## تقسیمات اداری
شهرستان جونگ‌سون به ۴ شهرک و ۵ قصبهٔ تابعه تقسیم شده است در تابعیت این تقسیمات اداری، در مجموع ۵۹ عدد روستا وجود دارد.
|                                         |                |        |                               |                               |                      |            |        |  |  |  |
| نام                                     | کره‌ای (هانگول) | هانجا  | برگردان لاتین (نظام اصلاح‌شده) | برگردان لاتین (مک‌کیون–ریشاور) | مساحت (کیلومتر مربع) | جمعیت-۲۰۲۵ | خانوار |  |  |  |
| شهرک جونگ‌سون                            | 정선읍         | 旌善邑 | Jeongseon-eup                 | Chŏngsŏn-ŭp                   | ۲۱۳٫۷۸               | ۹٬۷۸۲      | ۵٬۰۳۶  |  |  |  |
| شهرک سابوک                              | 사북읍         | 舍北邑 | Sabuk-eup                     | Sabuk-ŭp                      | ۴۷٫۰۸                | ۴٬۱۷۰      | ۲٬۳۰۴  |  |  |  |
| شهرک شین‌دونگ                            | 신동읍         | 新東邑 | Sindong-eup                   | Shindong-ŭp                   | ۱۱۹٫۸۴               | ۳٬۱۷۰      | ۱٬۸۹۸  |  |  |  |
| شهرک گوهان                              | 고한읍         | 古汗邑 | Gohan-eup                     | Kohan-ŭp                      | ۵۲٫۳۲                | ۴٬۱۵۵      | ۲٬۶۳۱  |  |  |  |
| قصبه ایم‌گیه                             | 임계면         | 臨溪面 | Imgye-myeon                   | Imgye-myŏn                    | ۲۴۳٫۵۳               | ۳٬۲۷۴      | ۱٬۹۷۵  |  |  |  |
| قصبه بوک‌پیونگ                           | 북평면         | 北坪面 | Bukpyeong-myeon               | Pukp'yŏng-myŏn                | ۱۴۰٫۷۶               | ۲٬۳۹۲      | ۱٬۳۵۴  |  |  |  |
| قصبه نام (جنوبی)                        | 남면           | 南面   | Nam-myeon                     | Nam-myŏn                      | ۱۳۰٫۹۳               | ۳٬۰۶۱      | ۱٬۸۳۶  |  |  |  |
| قصبه هوائام (سابقا «قصبه دونگ (غربی)»)  | 화암면         | 畵岩面 | Hwaam-myeon                   | Hwaam-myŏn                    | ۱۳۵٫۱۰               | ۱٬۵۱۲      | ۹۱۴    |  |  |  |
| قصبه یوریانگ (سابقا «قصبه بوک (شمالی)») | 여량면         | 餘糧面 | Yeoryang-myeon                | Yŏryang-myŏn                  | ۱۳۶٫۱۹               | ۱٬۸۶۵      | ۱٬۱۴۳  |  |  |  |

### لیست روستاها
شهرک جونگ‌سون
| - اِه‌سان (애산리، Aesan-ri) - بوک‌شیل (북실리، Buksil-ri) - بونگیانگ (봉양리، Bongyang-ri) - دوک‌سونگ (덕송리، Deoksong-ri) | - دوگو (덕우리، Deogu-ri) - شین‌وول (신월리، Sinwol-ri) - گاسو (가수리، Gasu-ri) - گوانگها (광하리، Gwangha-ri) | - گیولام (귤암리، Gyulam-ri) - هوئدونگ (회동리، Hoedong-ri) - یوتان (여탄리، Yeotan-ri) - یونگتان (용탄리، Yongtan-ri) |

شهرک سابوک
| - جیک‌جون (직전리، Jikjeon-ri) | - سابوک (사북리، Sabuk-ri) |  |

شهرک شین‌دونگ
| - اونچی (운치리، Unchi-ri) - بانگجه (방제리، Bangje-ri) - جودونگ (조동리، Jodong-ri) | - چونپو (천포리، Cheonpo-ri) - دوکچون (덕천리، Deokcheon-ri) - گاسا (가사리، Gasa-ri) | - گوسونگ (고성리، Goseong-ri) - یه‌می 예미리، Yemi-ri) |

شهرک گوهان
| - گوهان (고한리، Gohan-ri) |

قصبه ایم‌گیه
| - ایم‌گیه (임계리، Imgye-ri) - بانچون (반천리، Bancheon-ri) - بونگسان (봉산리، Bongsan-ri) - جیگ‌وون (직원리، Jigwon-ri) | - دوجون (도전리، Dojeon-ri) - دوکام (덕암리، Deokam-ri) - سونگ‌گیه (송계리، Songgye-ri) - گاموک (가목리، Gamok-ri) | - گویانگ (고양리، Goyang-ri) - مونره (문래리، Munrae-ri) - ناکچون (낙천리، Nakcheon-ri) - یونگسان (용산리، Yongsan-ri) |

قصبه بوک‌پیونگ
| - بوک‌پیونگ (북평리، Bukpyeong-ri) - جانگیول (장열리، Jangyeol-ri) | - مون‌گوک (문곡리، Mungok-ri) - ناجون (나전리، Najeon-ri) | - نام‌پیونگ (남평리، Nampyeong-ri) |

(숙암리، Sukam-ri)
قصبه نام (جنوبی)
| - گوانگدوک (광덕리، Gwangdeok-ri) - مورونگ (무릉리، Mureung-ri) | - مون‌گوک (문곡리، Mungok-ri) - ناک‌دونگ (낙동리، Nakdong-ri) | - یوپیونگ (유평리، Yupyeong-ri) |

قصبه هوائام
| - بک‌جون (백전리، Baekjeon-ri) - بوک‌دونگ (شمال‌شرق) (북동리، Bukdong-ri) - سوک‌گوک (석곡리، Seokgok-ri) | - گونچون (건천리، Geoncheon-ri) - مولون (몰운리، Molun-ri) - هوائام (화암리، Hwaam-ri) | - هوچون (호촌리، Hochon-ri) |

قصبه یوریانگ
| - بونگ‌جونگ (봉정리، Bongjeong-ri) - گوجول (구절리، Gujeol-ri) | - گویانگ (고양리، Goyang-ri) - نام‌گوک (남곡리، Namgok-ri) | - یوچون (유천리، Yucheon-ri) - یوریانگ (여량리، Yeoryang-ri) |